# Etunda-Bewässerungsprojekt

Hinweisschild an der Ausfallstraße (2011)

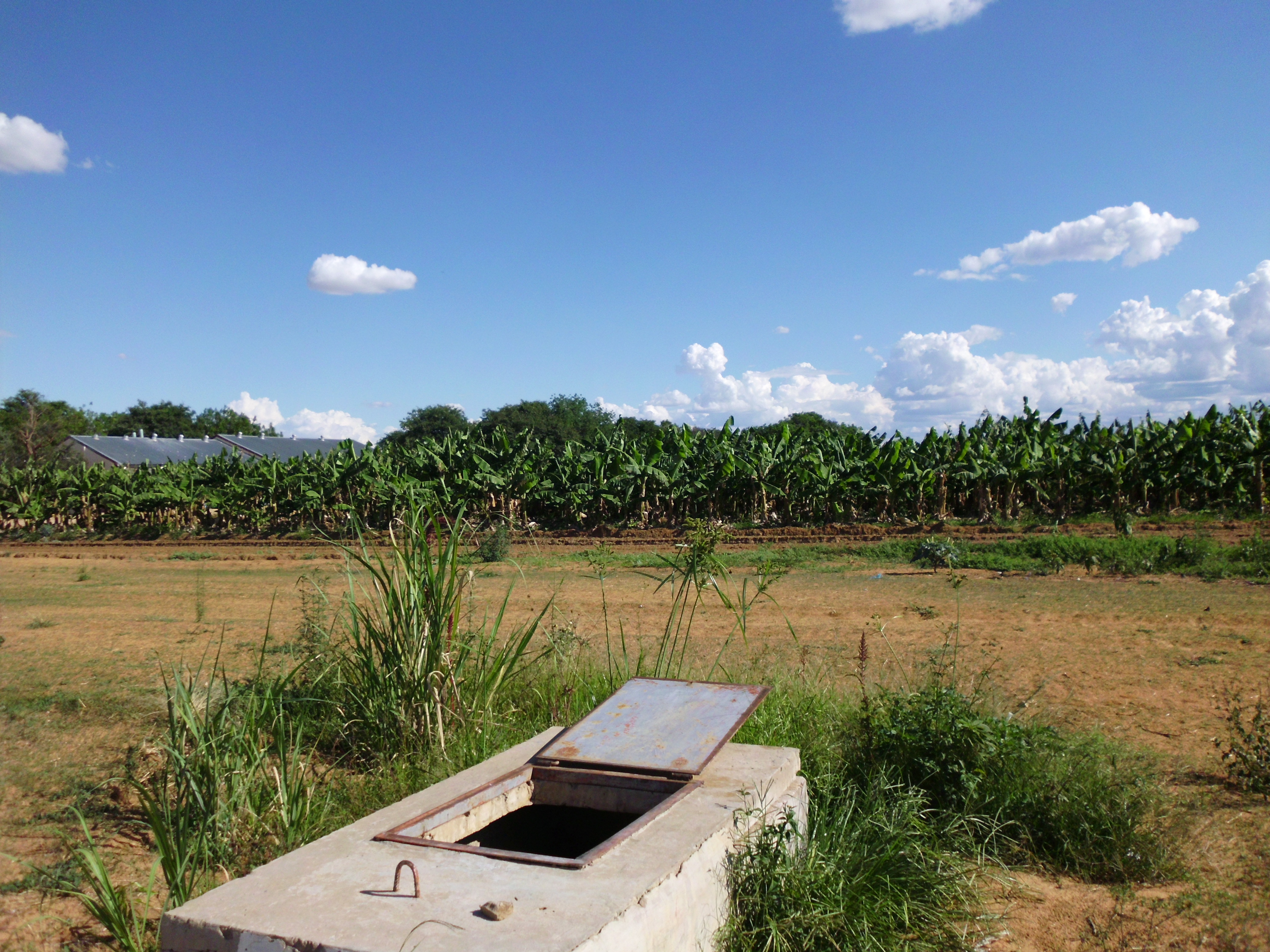
Bananenplantage auf Etunda (2011)

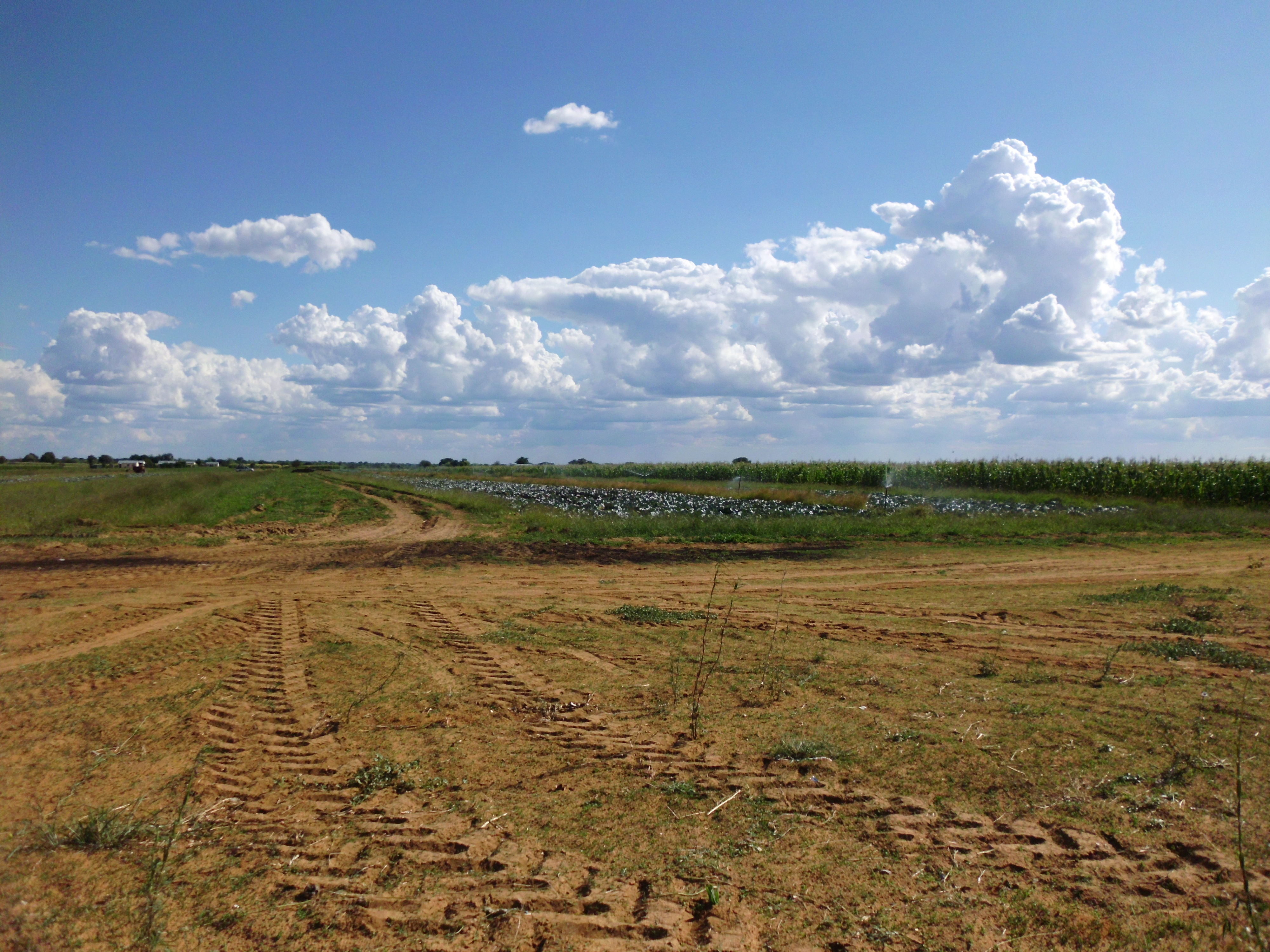
Bewässerte Krautpflanzung auf Etunda (2011)

Das Etunda-Bewässerungsprojekt (englisch Etunda Irrigation Project) ist eines von diversen staatlichen Bewässerungsfeldbauprojekten in Namibia. Diese wurde zur Steigerung der landwirtschaftlichen Produktivität errichtet.

## Lage
Das Bewässerungsprojekt befindet sich etwa 150 km westlich von Oshakati nahe der Ortschaft Ruacana in der Region Omusati. Das Klima und der Boden der Region wird insbesondere im Bezug auf die intensive Produktion von Obst und Gemüse als besonders vielversprechend angesehen.

## Geschichte
Das Projekt wurde im Jahr 1993 mit zunächst 15 Farmern initiiert.
Ab 2011 hatte das Projekt jedoch mit verstärkten Finanzierungsproblemen zu kämpfen, worunter auch die Produktivität der Unternehmung litt. Auch 2017 hielt die verringerte Nutzung der Farm aufgrund von Finanzengpässen an. Hinzu kamen 2015 Sorgen um die Wasserversorgung durch Namwater. Anfang 2017 bedrohte die Baumwoll-Kapseleule das Projekt.

## Nutzung
Etwa die Hälfte der bewässerte Fläche von 600 Hektar wird kommerziell bewirtschaftet, während auf den restlichen 300 ha subsistenzielle Landwirtschaft durch 82 Kleinbauern betrieben wird. Ihnen stehen je drei bis sechs Hektar zur Verfügung. 2011 waren insgesamt mehr als 125 Menschen unmittelbare Nutznießer des Projektes. 
Mais stellt die wichtigste Feldfrucht dar und wird auf etwa der Hälfte der Fläche kultiviert. 2011 konnten mehr als 700 Tonnen Mais geerntet werden.
Darüber hinaus werden verschiedene Gemüsesorten wie Kartoffeln, Kraut und Zwiebeln angebaut. Es werden außerdem Weizen sowie verschiedene Obstsorten wie beispielsweise Melonen produziert.
Seit 2005 werden Bananen kultiviert, womit auf dem Gelände des Etunda-Bewässerungsprojekts die erste Bananenplantage auf namibischem Boden in Betrieb genommen wurde.
Die kommerziell genutzte Fläche besteht aus 10 Bewässerungskreisen, wovon jeder einzelne eine Fläche von etwa 30 ha umfasst. Sämtliche für die Produktion notwendigen Traktoren, Lastwagen und Fahrzeuge werden von der Regierung gestellt und die Vermarktung der Ernten erfolgt landesweit sowie international.
Die Kleinbauern werden von der Regierung temporär mit Fahrzeugen versorgt, um ihre Erzeugnisse in der näheren Umgebung vermarkten zu können.

## Wirtschaft
Im Jahr 2008 erzielte das Etunda-Bewässerungsprojekt einen Umsatz von 70 Millionen Namibia-Dollar, wobei ein Reingewinn von 11,2 Millionen Namibia-Dollar erwirtschaftet wurde. 2014 lag der Umsatz bei N$ 71 Millionen und es wurde ein Verlust von N$ 4,6 Millionen erwirtschaftet.
Aufgrund der seit Jahren anhaltenden schwierigen finanziellen Situation wurde 2022 die Privatisierung zahlreicher sogenannter Green Schemes angekündigt, nicht aber von Etunda.